# Józef Młynarczyk
Józef Młynarczyk (Nowa Sól, Polonia, 20 de septiembre de 1953) es un exjugador y actual entrenador de fútbol polaco. En su etapa como jugador profesional se desempeñaba como guardameta. Actualmente es entrenador de porteros de la selección polaca sub-21.

## Selección nacional
Fue internacional con la selección de fútbol de Polonia en 42 ocasiones. Formó parte de la selección que obtuvo el tercer lugar en la Copa del Mundo de 1982.

### Participaciones en Copas del Mundo
| Mundial                        | Sede   | Resultado        | Partidos | Goles |
| ------------------------------ | ------ | ---------------- | -------- | ----- |
| Copa Mundial de Fútbol de 1982 | España | Tercer lugar     | 7        | 0     |
| Copa Mundial de Fútbol de 1986 | México | Octavos de final | 4        | 0     |

## Equipos

### Como jugador
| Equipo                 | País     | Año       |
| ---------------------- | -------- | --------- |
| Dozamet Nowa Sól       | Polonia  | 1971-1974 |
| BKS Stal Bielsko-Biała | Polonia  | 1974-1977 |
| Odra Opole             | Polonia  | 1977-1980 |
| Widzew Łódź            | Polonia  | 1980-1984 |
| SC Bastia              | Francia  | 1984-1985 |
| FC Porto               | Portugal | 1986-1989 |

### Como entrenador de porteros
| Equipo                    | País     | Año       |
| ------------------------- | -------- | --------- |
| FC Porto                  | Portugal | 1993-1998 |
| Orlen Płock               | Polonia  | 2000      |
| Widzew Łódź               | Polonia  | 2004-2008 |
| Lech Poznań               | Polonia  | 2008-2009 |
| Selección nacional        | Polonia  | 2009      |
| Selección nacional sub-21 | Polonia  | 2013-2017 |
| Selección nacional sub-20 | Polonia  | 2017-2018 |
| Selección nacional sub-19 | Polonia  | 2018-2019 |
| Selección nacional sub-16 | Polonia  | 2019-2020 |
| Selección nacional sub-21 | Polonia  | 2020-     |

## Palmarés

### Como jugador

#### Campeonatos nacionales
| Título                | Equipo      | País     | Año  |
| --------------------- | ----------- | -------- | ---- |
| Ekstraklasa           | Widzew Łódź | Polonia  | 1981 |
| Ekstraklasa           | Widzew Łódź | Polonia  | 1982 |
| Supercopa de Portugal | FC Porto    | Portugal | 1986 |
| Primeira Divisão      | FC Porto    | Portugal | 1986 |
| Primeira Divisão      | FC Porto    | Portugal | 1988 |
| Copa de Portugal      | FC Porto    | Portugal | 1988 |

#### Copas internacionales
| Título                      | Equipo   | Sede              | Año  |
| --------------------------- | -------- | ----------------- | ---- |
| Copa de Campeones de Europa | FC Porto | Viena (Austria)   | 1987 |
| Supercopa de Europa         | FC Porto | Oporto (Portugal) | 1987 |
| Copa Intercontinental       | FC Porto | Tokio (Japón)     | 1987 |

#### Distinciones individuales
| Distinción                               | Año  |
| ---------------------------------------- | ---- |
| Futbolista del año en Polonia            | 1983 |
| Miembro del Klub Wybitnego Reprezentanta | 2014 |

### Como entrenador de porteros

#### Campeonatos nacionales
| Título                | Equipo   | País     | Año  |
| --------------------- | -------- | -------- | ---- |
| Supercopa de Portugal | FC Porto | Portugal | 1993 |
| Copa de Portugal      | FC Porto | Portugal | 1994 |
| Supercopa de Portugal | FC Porto | Portugal | 1994 |
| Primeira Divisão      | FC Porto | Portugal | 1995 |
| Primeira Divisão      | FC Porto | Portugal | 1996 |
| Supercopa de Portugal | FC Porto | Portugal | 1996 |
| Primeira Divisão      | FC Porto | Portugal | 1997 |
| Primeira Divisão      | FC Porto | Portugal | 1998 |
| Copa de Portugal      | FC Porto | Portugal | 1998 |